# Kyffhäuser

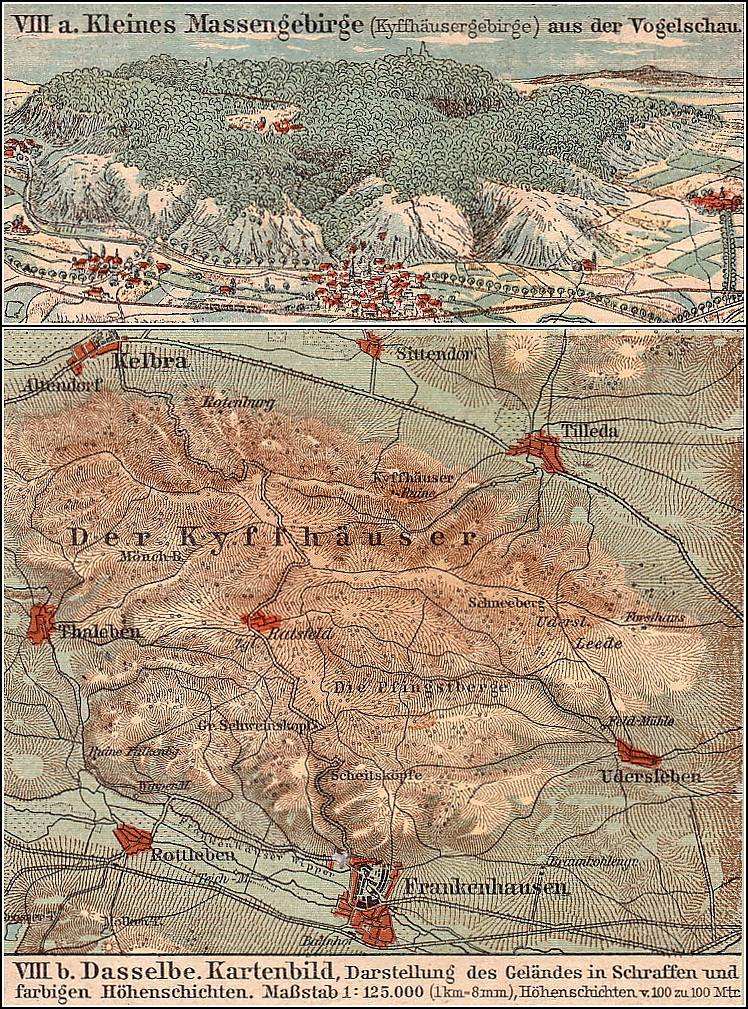
Hartă veche despre Kyffhäuser

Kyffhäuser este un masiv muntos, situat în partea sud-estică a Harzului Inferior și lângă regiunea Goldene Aue, la granița dintre landurile Thüringen și Sachsen-Anhalt.
Masivul are o lungime de 19 km, o lățime de 7 km, vârful cel mai înalte este Kulpenberg (477 m). In regiune se găsește Kyffhäuserdenkmal, (Monumentul Kyffhäuser) ridicat în amintirea împăratului Friedrich I. Barbarossa.

## Galerie de imagini

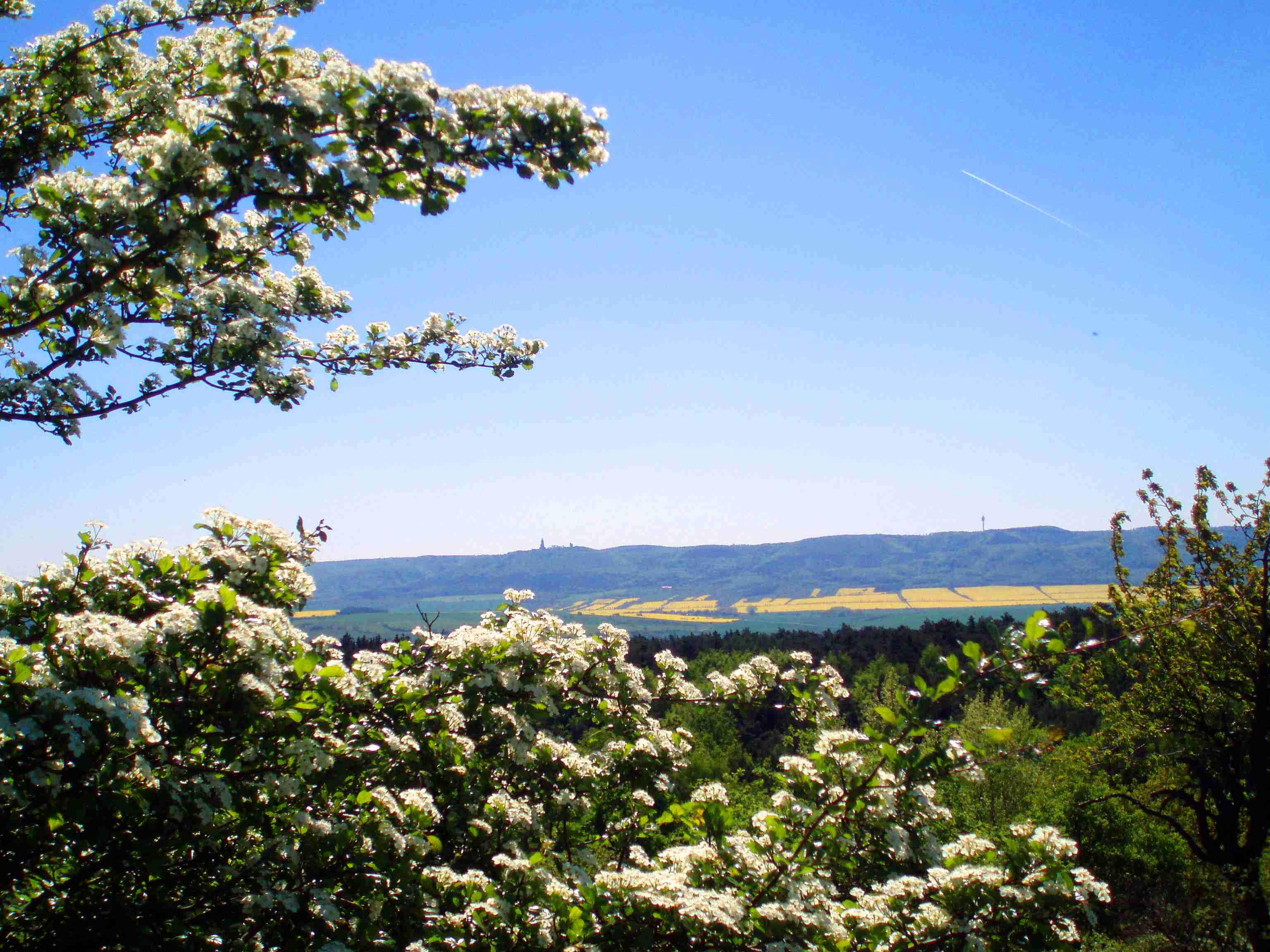
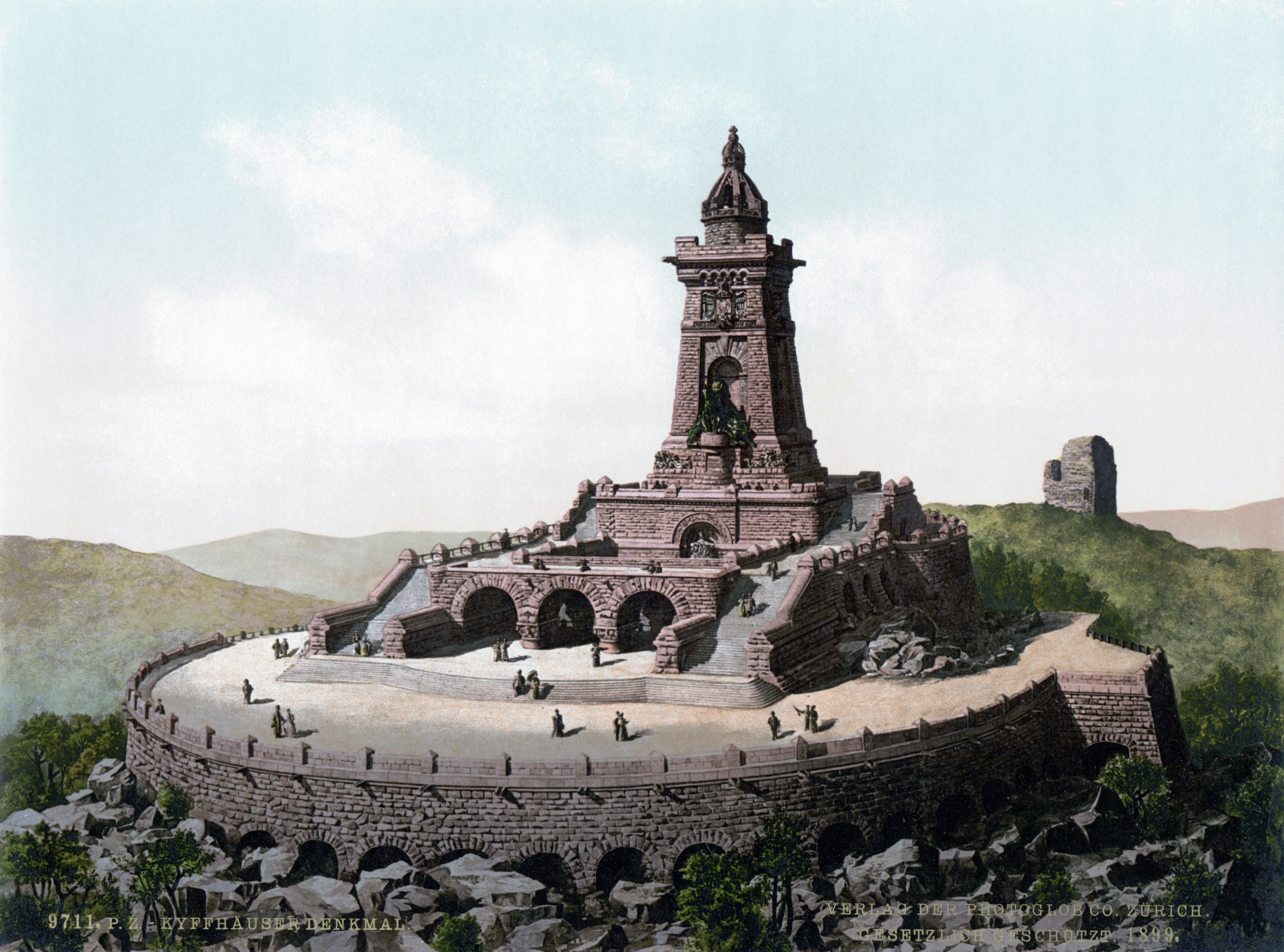
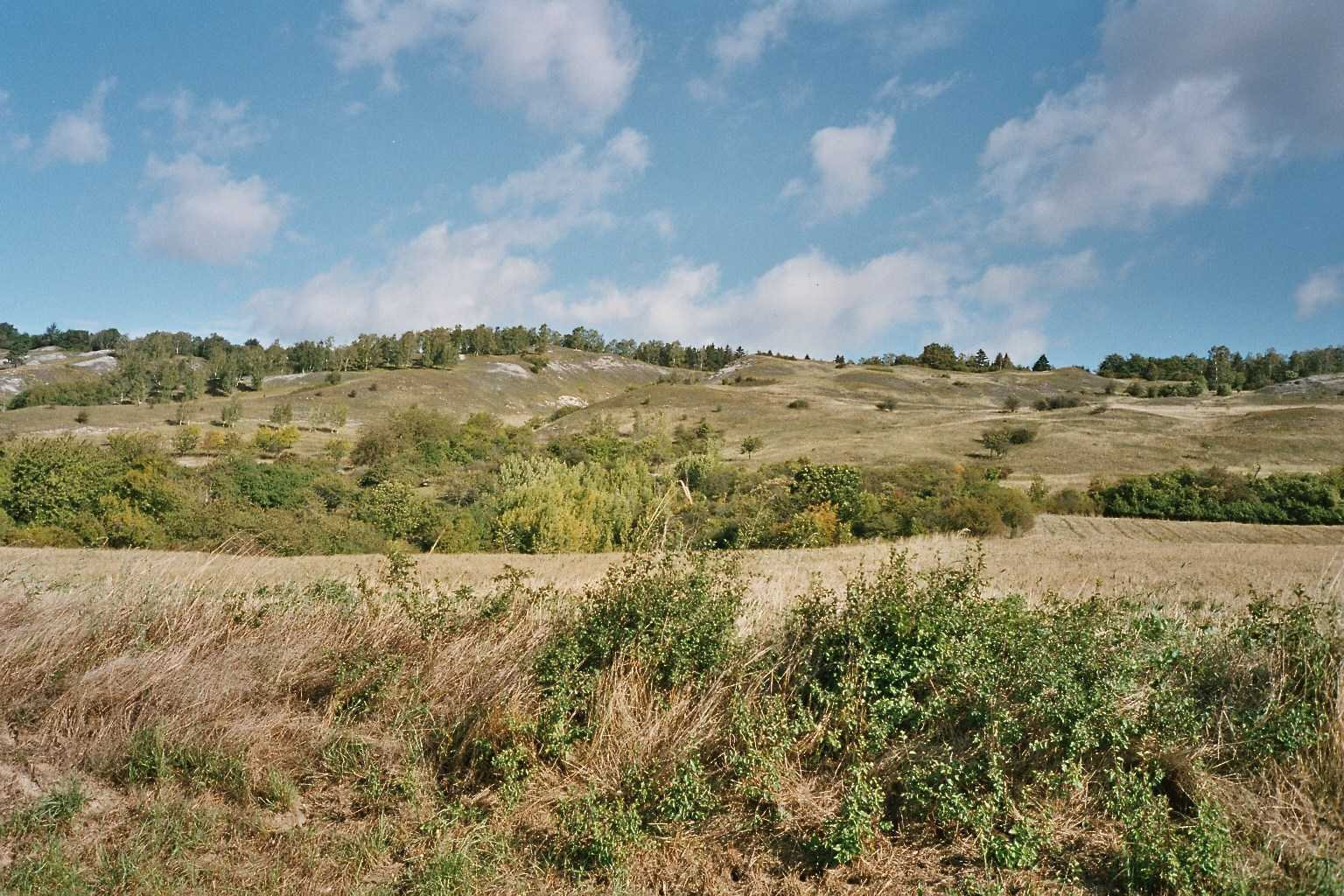
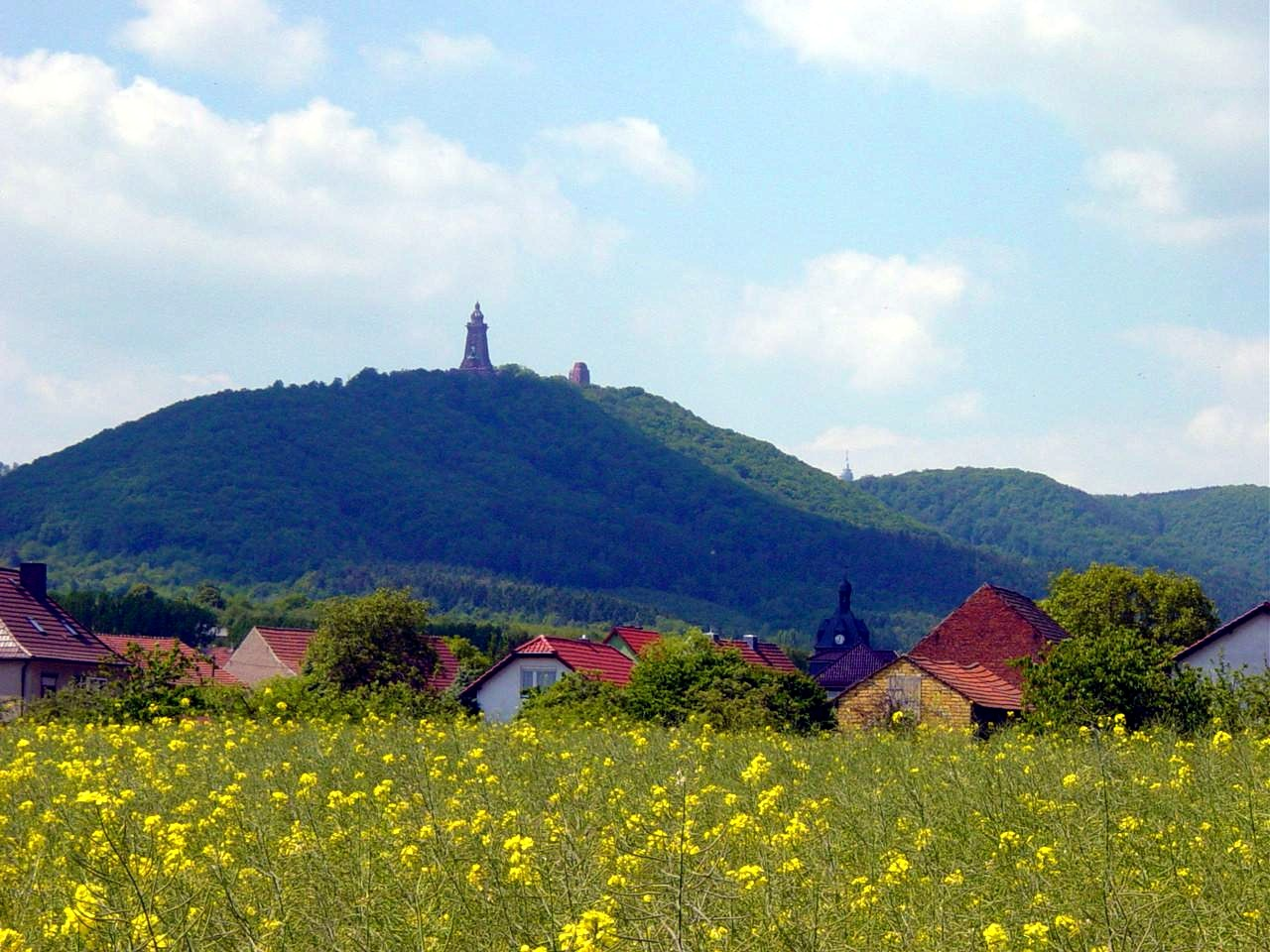